# Long-Range Engagement Weapon
Long-Range Engagement Weapon LREWはアメリカ空軍の次世代の視程外射程空対空ミサイル。レイセオンが開発している。

## 概要
概念図は大型で2段式のミサイルでF-22のウェポンベイから発射される。